# Mouvement pro-choix
« Pro-choix » redirige ici. Pour l’article homophone, voir ProChoix.
Le mouvement pro-choix (calque de l'anglais pro-choice, c'est-à-dire « pour le choix ») désigne en Amérique du Nord l'ensemble des mouvements qui défendent l'idée politique et éthique que les femmes devraient avoir le contrôle de leur grossesse et de leur fertilité. Cela inclut notamment la liberté sexuelle, le droit au recours à l'avortement légal et encadré, et le libre choix de la contraception. On l'oppose dans ce contexte aux mouvements pro-vie, pour lesquels la liberté des femmes ne peut pas être utilisée comme argument pour contester le droit à la vie de l'embryon.
Ce terme provient d'une justification des actes en fonction de leurs modalités d'exécution (choisi/imposé).

## Défense des libertés

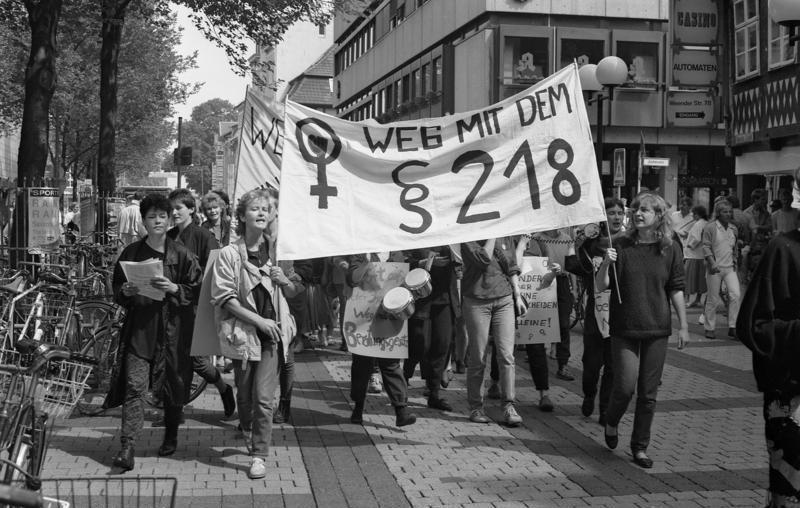
Manifestation en faveur du droit à l'avortement à Göttingen, en Allemagne (1988).

Les mouvements pro-choix défendent l'idée que les femmes devraient avoir accès à l'avortement légal et encadré et, de même, qu’elles devraient pouvoir s'opposer aux avortements forcés. Certains considèrent cet acte comme un dernier ressort, et s'appuient sur des situations particulièrement difficiles : les cas de viol, ceux dans lesquels la survie de la mère (ou même du fœtus) est en jeu, lorsque la contraception a échoué ou encore dans l'incapacité matérielle ou psychologique à élever un enfant.
Les pro-choix avancent l'argument qu'avoir un enfant est un choix personnel, qui affecte le corps de la femme et non celui du fœtus.
Ils indiquent de plus que la vie des parents et des enfants sont améliorées dans les pays où les gouvernements légalisent l'avortement médicalement encadré, permettant ainsi d'éviter des déplacements dans les pays voisins ou des avortements non médicalement encadrés.
Ils défendent les libertés individuelles, la liberté d'enfanter, et les droits relatifs à l'avortement. Le terme défense des libertés individuelles fut largement employé pour décrire des mouvements politiques militants au cours des XIXe siècle et XXe siècle, les termes relatifs à l'intégrité de la personne physique et à la liberté sexuelle n'arrivant qu'en seconde moitié du XXe siècle.
Les pro-choix ne se considèrent généralement pas comme "pro-avortement", car ils considèrent l'avortement comme une issue à des situations difficiles, et combattent les avortements forcés.
En effet, les pro-choix insistent sur l'intérêt de l'avortement quand ce dernier permet d'éviter de porter préjudice moral ou physique à la femme. Dans tous les cas, l'avortement est préféré lorsqu'il est médicalement assisté plutôt que réalisé illégalement, sans supervision par des médecins.
Les pro-choix s'opposent aux mesures ou aux projets de lois qui viseraient à rendre les procédures d'avortement plus difficiles. A contrario, ils incitent à plus d'informations, pour un choix raisonné et consenti, et une meilleure connaissance des lois existantes sur les droits des femmes.

### Problèmes des avortements déplacés
D'autres arguments concernent les problèmes causés par une interdiction de l'avortement de la part des politiques pro-vie, ces dernières bloquant l'accès à l'éducation sexuelle et à la contraception, ce qui augmenterait (au lieu de diminuer) le nombre final de demandes d'avortements.
Les tenants de ces arguments pointent, pour illustrer leurs propos, l'existence d'aires géographiques où l'éducation sexuelle et la contraception sont limitées ou inexistantes : les taux d'avortement sont alors élevés, certains légaux, d'autres illégaux ou exportés, c'est-à-dire que l'avortement va être réalisé dans un pays voisin autorisant l'avortement médicalement encadré.
Effectivement, les femmes irlandaises qui allaient au Royaume-Uni pour réaliser les avortements sont un de ces exemples, comme les femmes belges qui se rendaient en France lorsque l'avortement n'était pas encore légal dans leur pays.
Les statistiques du taux d'avortement des Irlandaises au Royaume-Uni ne sont pas connues exactement, et pourraient gonfler artificiellement les statistiques du Royaume-Uni, par l'absence de déclarations de nationalité de la part de certaines femmes irlandaises, tandis que d'autres se feraient passer pour des femmes britanniques.

## Dans le monde

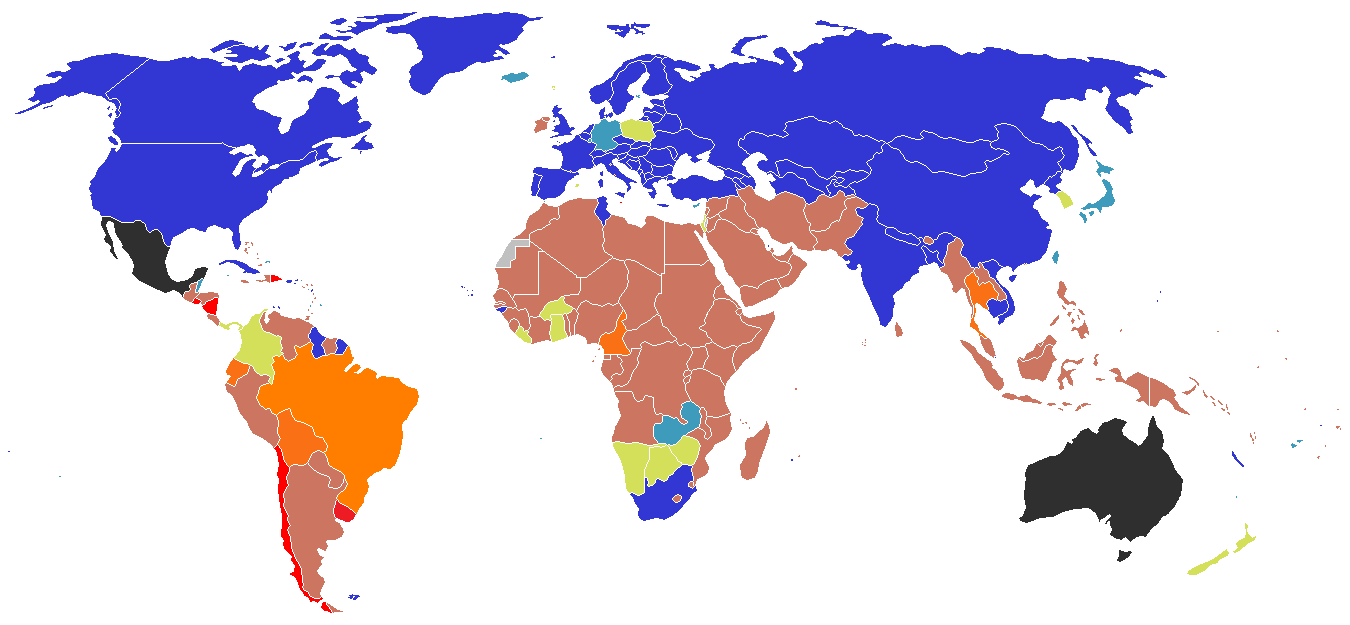
État des lois sur l'avortement
Légal
Légal en cas de viols, de risques pour la vie de la mère, maladies mentales, facteurs socio-économiques ou malformations fœtales
(Légal pour) ou (illégal sauf pour) les viols, risques vitaux, malformations ou maladies mentales
Illégal, avec exceptions pour le viol, risques vitaux, maladies mentales
Illégal, avec exceptions pour risques vitaux ou maladies mentales
Illégal, aucune exception tolérée
Variable selon les régions
Non renseigné

L'avortement demeure l'un des sujets de division les plus intenses, avec autant de positions que de partis politiques, et des combats soutenus afin d'autoriser, de contrôler ou d'interdire l'accès à l'avortement. Les groupes pro-choix sont présents dans pratiquement tous les pays, avec un succès variable.

### Aux États-Unis
Avant 1973, l'avortement n'était pas considéré comme étant couvert par la constitution des États-Unis, mais était entièrement régi par les lois propres à chaque État, qui avaient chacun un point de vue légal différent. Les premières limites légales à l'avortement apparurent dans les années 1820, et consistaient en une interdiction d'avorter au-delà de quatre mois de grossesse.
Dès 1900, sous la pression de l'Association médicale américaine, des lois anti-avortement furent inscrites dans les lois de la plupart des États. Dans le fameux procès Roe v. Wade en 1973, une femme a porté plainte contre Henry Wade, procureur du comté de Dallas au Texas, où l'avortement était interdit. L'affaire monta devant la Cour suprême, qui arrêta :
- Que l'avortement est un sujet fédéral, constitutionnel, et non pas propre à chaque État, en vertu du « droit à la vie privée » inscrite dans la Constitution américaine[4].

- Ce droit prévaut durant les deux premiers trimestres de la grossesse, mais la protection de la vie prend le pas au troisième si la santé de la mère n'est pas en danger. Plus tard, cette notion trimestrielle fut abandonnée au profit de la notion de viabilité du fœtus (Planning familial v. Casey).

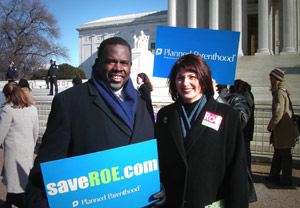
Militants pro-choix américains

Le planning familial (Planned Parenthood) et NARAL Pro-Choice America sont les deux principaux mouvements de défense et groupe de pression pro-choix aux États-Unis. La plupart des mouvements féministes soutiennent également des positions pro-choix.
Aux États-Unis, le Parti démocrate affiche des positions pro-choix, défendant un avortement « sûr, légal et rare ». Tous les Démocrates ne soutiennent toutefois pas cette position[réf. nécessaire]. Le Parti républicain, en revanche, est officiellement pro-vie et dénonce l'avortement. Certaines personnalités importantes du parti se revendiquent toutefois pro-choix, tels l'ancien maire de New York, Rudy Giuliani, le gouverneur de New York, George Pataki et le gouverneur de la Californie Arnold Schwarzenegger.

### En Europe
La plupart des pays européens ont légalisé l'avortement (au moins dans quelques cas) par le biais de certaines lois (Royaume-Uni, Belgique, France, Allemagne, Italie, Espagne, Portugal, Pologne, etc.). La Russie, qui a un des taux d'avortement les plus élevés du monde, a légalisé cette intervention en 1955 pour la seconde fois. Le pays de l'ex-URSS a été le premier au monde à légaliser cette pratique en 1918, dans un souci de santé des femmes, devenu problème de santé publique. Suivant l'idéologie communiste léniniste, les femmes devaient être libérées de ses injonctions sociales liées à la maternité et la famille, leur permettant ainsi de travailler et gagner un salaire. Suivant la réflexion de Alexandra Kollontaï, femme du premier gouvernement révolutionnaire, le travail représentait le seul moyen de libérer les femmes de même que la famille devait jouer un moindre rôle dans la construction de la nouvelle société soviétique. Ainsi, la maternité était pensée comme un choix relevant des femmes elles-mêmes, aussi bien sur le nombre d'enfants que sur l'outil de contrôle de celui-ci. La maternité enfin, devait petit à petit devenir une "fonction sociale". (Alexandra Kollontaï, 1917)

#### Au Royaume-Uni
Au Royaume-Uni, l'avortement est légal dans certaines circonstances. L'Abortion Act de 1967 sur l'avortement l'autorise dans les cas suivants :
- Pour sauver la vie de la femme
- Pour éviter des atteintes graves et permanentes à la santé physique ou mentale de la femme
- Avant 28 semaines pour éviter une atteinte à la santé physique ou mentale de la femme
- Avant 28 semaines pour éviter un dommage à la santé physique ou mentale de l'enfant à naître
- Si l'enfant est susceptible d'être gravement handicapé physiquement ou mentalement

La loi prévoit que l'intervention doit être certifiée par deux médecins avant d'être exécutée. Les avortements en Grande-Bretagne sont assurés gratuitement par le National Health Service.
Au sein du Parti travailliste et des libéraux-démocrates, les pro-choix sont en majorité, mais des minorités importantes donnent des définitions très restrictives du droit de choisir ou souscrivent à des conceptions pro-vie. Le Parti conservateur se partage également entre les deux camps et son leader, David Cameron, est partisan de l'avortement sur demande dans les premiers stades de la grossesse.

#### En Irlande
L'avortement est légal en Irlande depuis le 13 décembre 2018.
Auparavant il était illégal, mais depuis le référendum de 1983 qui a amendé la constitution irlandaise, il y avait une dérogation pour les femmes qui étaient en danger de mort ou dans une situation propice au suicide.
Des milliers de femmes contournèrent l'interdiction en se rendant au Royaume-Uni, où l'avortement était légalisé depuis 1967.
Le Labour Party irlandais était favorable à la légalisation des lois relatives à l'avortement.

### En Afrique
L'Afrique du Sud autorise l'avortement depuis le Choice on Termination of Pregnancy Act en 1996.
Cependant, la plupart des pays africains interdisent l'avortement, sauf dans les cas de risques vitaux pour la vie de la mère.
Un grand nombre d'organisations internationales pro-choix ont fait du combat de ces lois une priorité, et tente d'étendre les plannings familiaux en Afrique subsaharienne.

## Controverses sur les termes
Les termes pro-choix et pro-vie sont tous deux sujets à interprétation : ils tentent de définir de la manière la plus avantageuse possible les thèses défendues, tandis qu'ils engendrent un discrédit de la partie adverse.
Effectivement, pro-choix implique un point de vue contraire d'anti-choix tandis que pro-vie implique un point de vue contraire de pro-mort.
De la même façon, chaque camp utilise le terme droit, donnant ainsi l'avantage du discours puisque le terme est connoté positivement, et entraine de fait l'invalidation du point de vue des opposants.